# Liste der Nummer-eins-R&B-Hits in den USA (1942)
Dies ist eine Liste der Nummer-eins-Hits der von Billboard ermittelten Harlem Hit Parade in den USA im Jahr 1942, die erstmals am 24. Oktober 1942 veröffentlicht wurde. Diese Charts gelten als Vorgänger der Billboard R&B-Charts. In diesem Jahr gab es sieben Nummer-eins-Songs.

| ← 1941 ← | Liste der Nummer-eins-R&B-Hits in den USA | Liste der Nummer-eins-R&B-Hits in den USA                               | Liste der Nummer-eins-R&B-Hits in den USA                                                  | 1943 → |
| \| Zeitraum \| Wo. ges. \| Interpret \| Titel Autor(en) \| Zusätzliche Informationen \| \| (Zeitraum, Wochen auf Platz eins, Interpret, Titel, Autor[en], zusätzliche Informationen) \| \| \| \| \| \| ----------------------------------------------------------------------------------------- \| -------- \| ----------------------------------------------------------------------- \| --------------------------------------------------------------------------------------------- \| ------------------------------------------------------------------------------------------------------------------------------------------------------------ \| \| 24. Oktober 1942 – 30. Oktober 1942 1 Woche (insgesamt 1) \| 1 \| Andy Kirk & his Clouds of Joy \| Take It and Git[2] M & W. Chapman-Green-Marshall \| - \| \| 31. Oktober 1942 – 6. November 1942 1 Woche (insgesamt 1) \| 1 \| Freddie Slack & his Orchestra, Vocal by Ella Mae Morse \| Mr. Five by Five (From Universal's Film Behind the Eight Ball)[3] Don Raye, Gene De Paul \| Version des Stückes aus dem Universal-Film Behind the Eight Ball (1942, Regie: Edward F. Cline).[4], die im Original von Grace McDonald interpretiert wurde. \| \| 7. November 1942 – 13. November 1942 1 Woche (insgesamt 1) \| 1 \| Paul Whiteman & his Orchestra, Trombone: Skip Layton, Vocal by Lady Day \| Trav'lin' Light[5] Jimmy Mundy, Johnny Mercer \| - \| \| 14. November 1942 – 20. November 1942 1 Woche (insgesamt 1) \| 1 \| Earl Hines & his Orchestra, Vocal Refrain by Billy Eckstine \| Stormy Monday Blues[6] Billy Eckstine, Robert Crowder, Earl Hines \| - \| \| 21. November 1942 – 27. November 1942 1 Woche (insgesamt 2) \| 2 \| Paul Whiteman & his Orchestra, Trombone: Skip Layton, Vocal by Lady Day \| Trav'lin' Light Jimmy Mundy, Johnny Mercer \| - \| \| 28. November 1942 – 4. Dezember 1942 1 Woche (insgesamt 1) \| 1 \| Lucky Millinder & his Orchestra, Vocal Chorus by Trevor Bacon \| When the Lights Go On Again (All Over the World)[7] Eddie Seiler, Bennie Benjamin, Sol Marcus \| - \| \| 5. Dezember 1942 – 11. Dezember 1942 1 Woche (insgesamt 3) \| 3 \| Paul Whiteman & his Orchestra, Trombone: Skip Layton, Vocal by Lady Day \| Trav'lin' Light Jimmy Mundy, Johnny Mercer \| - \| \| 12. Dezember 1942 – 18. Dezember 1942 1 Woche (insgesamt 2) \| 2 \| Freddie Slack & his Orchestra, Vocal by Ella Mae Morse \| Mr. Five by Five (From Universal's Film Behind the Eight Ball) Don Raye, Gene De Paul \| - \| \| 19. Dezember 1942 – 25. Dezember 1942 1 Woche (insgesamt 1) \| 1 \| Bing Crosby with Ken Darby Singers & John Scott Trotter & his Orchestra \| White Christmas (From Paramount Picture "Holiday Inn")[8] Irving Berlin \| Version des Stückes aus der Paramount-Produktion Musik, Musik (1942, Regie: Mark Sandrich).[9] \| |                                           |                                                                         |                                                                                            | |
| ← 1941 |                                           |                                                                         |                                                                                            | → 1943 → |
| Zeitraum | Wo. ges.                                  | Interpret                                                               | Titel Autor(en)                                                                            | Zusätzliche Informationen |
| (Zeitraum, Wochen auf Platz eins, Interpret, Titel, Autor[en], zusätzliche Informationen) |                                           |                                                                         |                                                                                            | |
| 24. Oktober 1942 – 30. Oktober 1942 1 Woche (insgesamt 1) | 1                                         | Andy Kirk & his Clouds of Joy                                           | Take It and Git M & W. Chapman-Green-Marshall                                              | - |
| 31. Oktober 1942 – 6. November 1942 1 Woche (insgesamt 1) | 1                                         | Freddie Slack & his Orchestra, Vocal by Ella Mae Morse                  | Mr. Five by Five (From Universal's Film Behind the Eight Ball) Don Raye, Gene De Paul      | Version des Stückes aus dem Universal-Film Behind the Eight Ball (1942, Regie: Edward F. Cline)., die im Original von Grace McDonald interpretiert wurde. |
| 7. November 1942 – 13. November 1942 1 Woche (insgesamt 1) | 1                                         | Paul Whiteman & his Orchestra, Trombone: Skip Layton, Vocal by Lady Day | Trav'lin' Light Jimmy Mundy, Johnny Mercer                                                 | - |
| 14. November 1942 – 20. November 1942 1 Woche (insgesamt 1) | 1                                         | Earl Hines & his Orchestra, Vocal Refrain by Billy Eckstine             | Stormy Monday Blues Billy Eckstine, Robert Crowder, Earl Hines                             | - |
| 21. November 1942 – 27. November 1942 1 Woche (insgesamt 2) | 2                                         | Paul Whiteman & his Orchestra, Trombone: Skip Layton, Vocal by Lady Day | Trav'lin' Light Jimmy Mundy, Johnny Mercer                                                 | - |
| 28. November 1942 – 4. Dezember 1942 1 Woche (insgesamt 1) | 1                                         | Lucky Millinder & his Orchestra, Vocal Chorus by Trevor Bacon           | When the Lights Go On Again (All Over the World) Eddie Seiler, Bennie Benjamin, Sol Marcus | - |
| 5. Dezember 1942 – 11. Dezember 1942 1 Woche (insgesamt 3) | 3                                         | Paul Whiteman & his Orchestra, Trombone: Skip Layton, Vocal by Lady Day | Trav'lin' Light Jimmy Mundy, Johnny Mercer                                                 | - |
| 12. Dezember 1942 – 18. Dezember 1942 1 Woche (insgesamt 2) | 2                                         | Freddie Slack & his Orchestra, Vocal by Ella Mae Morse                  | Mr. Five by Five (From Universal's Film Behind the Eight Ball) Don Raye, Gene De Paul      | - |
| 19. Dezember 1942 – 25. Dezember 1942 1 Woche (insgesamt 1) | 1                                         | Bing Crosby with Ken Darby Singers & John Scott Trotter & his Orchestra | White Christmas (From Paramount Picture "Holiday Inn") Irving Berlin                       | Version des Stückes aus der Paramount-Produktion Musik, Musik (1942, Regie: Mark Sandrich).                                                               |